# Rillans
Rillans település Franciaországban, Doubs megyében. Lakosainak száma 96 fő (2022. január 1.). Rillans Mésandans, Trouvans, Vergranne és Verne községekkel határos.

## Népesség
A település népessége az elmúlt években az alábbi módon változott:
| Lakosok száma | 49   | 59   | 63   | 77   | 92   | 94   | 93   | 94   | 93   | 96   |
|               | 1968 | 1982 | 1990 | 2006 | 2013 | 2015 | 2017 | 2019 | 2020 | 2022 |